# Trnávka (Lipník nad Bečvou)
Trnávka je malá vesnice, část města Lipník nad Bečvou v okrese Přerov. Nachází se asi 2 km na severozápad od Lipníku nad Bečvou. Prochází zde silnice II/437. V roce 2009 zde bylo evidováno 34 adres. V roce 2001 zde trvale žilo 89 obyvatel. Trnávkou protéká také potok Trnávka.
Lipník nad Bečvou VII-Trnávka leží v katastrálním území Trnávka u Lipníka nad Bečvou o rozloze 1,75 km2.